# Tropaeolum sanctae-catharinae
Tropaeolum sanctae-catharinae är en krasseväxtart som beskrevs av Benkt U. Sparre. Tropaeolum sanctae-catharinae ingår i släktet krassar, och familjen krasseväxter. Inga underarter finns listade i Catalogue of Life.

## Bildgalleri

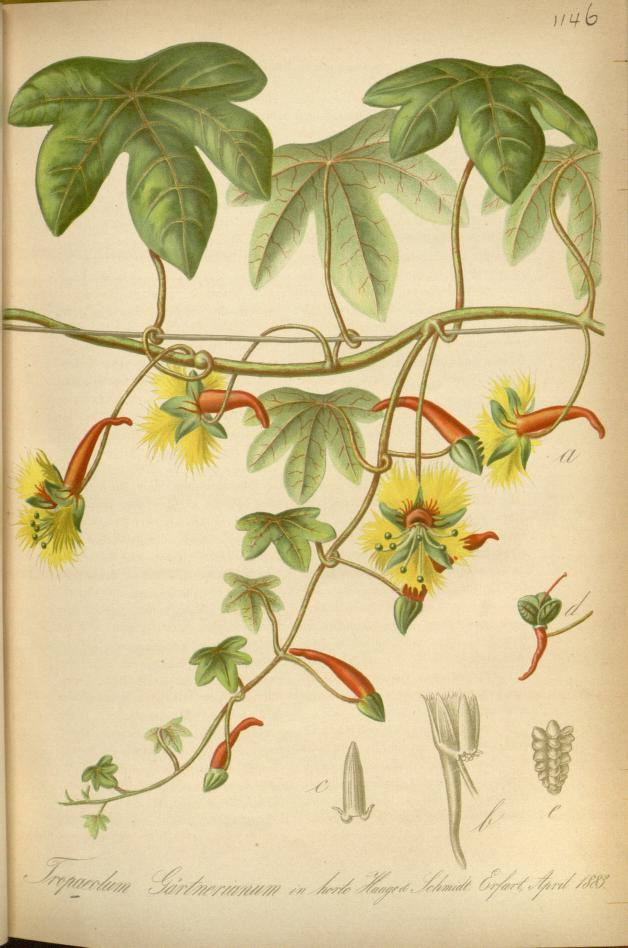